# Dongshuanggou
Dongshuanggou (kinesiska: 东双沟, 东双沟镇) är en köping i Kina. Den ligger i provinsen Jiangsu, i den östra delen av landet, omkring 130 kilometer norr om provinshuvudstaden Nanjing. Antalet invånare är 27557. Befolkningen består av 14 019 kvinnor och 13 538 män. Barn under 15 år utgör 16,0 %, vuxna 15-64 år 70 %, och äldre över 65 år 13,0 %.
Genomsnittlig årsnederbörd är 1 270 millimeter. Den regnigaste månaden är juli, med i genomsnitt 280 mm nederbörd, och den torraste är januari, med 23 mm nederbörd.